# Hilda Herrera

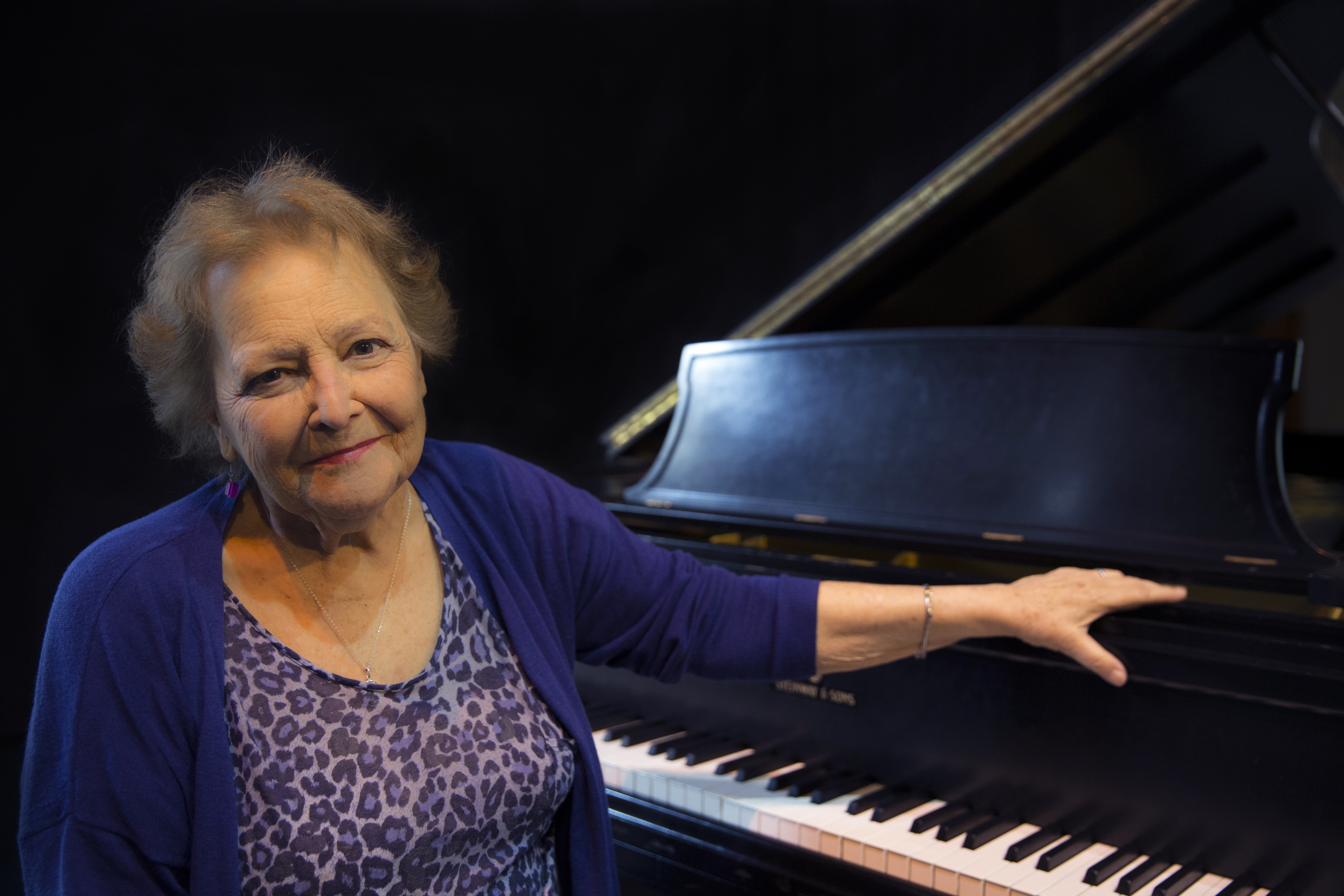
Hilda Herrera

Hilda Herrera (* 20. Oktober 1933 in Capilla del Monte) ist eine argentinische Komponistin, Pianistin und Musikpädagogin.
Herrera hatte in ihrer Kindheit Klavierunterricht in ihrer Heimatstadt. Sie lernte neunzehnjährig Atahualpa Yupanqui kennen und arbeitete in Rosario mit den Musikern der Gruppe Inti Sumaj Jaime Torres, Edgar Spinassi und Chacho Muller zusammen. Sie trat als Interpretin folkloristischer Musik im Stil Adolfo Ábalos’ auf und komponierte Werke wie Zamba del chaguanco, Zamba del chaguanco und La diablera (nach Texten von Antonio Nella Castro), La huesuda und De tinajas (nach Texten von Kiko Herrera), Zamba del fiero, Señales luminosas Amanece despacito (nach Texten von Margarita Durán), daneben Instrumentalwerke wie Chaya, La flor de sapo, Navidad 2000 und La poncho colorado.
1992 und 1996 trat sie auf Einladung des Konservatoriums von Chatillon und des Rendez-vous International du Piano als Interpretin argentinischer Klaviermusik in Frankreich auf. 1996 erhielt sie einen Preis der Stadt Buenos Aires, ihr Album Señales luminosas wurde 1997 von den Vereinten Nationen ausgezeichnet. 2002 gründete sie die Creadores e Intérpretes de la Música Argentina en Piano (CIMAP), eine Organisation junger Interpreten argentinischer Folklore- und Tangomusik.
Sie war Direktorin des Centro de Información y Recopilación de la Música Argentina und hatte am Conservatorio Superior de Música Manuel de Falla einen Lehrstuhl für Klavierinterpretation von Folklore- und Tangomusik inne. 2005 erhielt sie einen Preis der Fundación Conex. Im Rundfunk trat sie mit dem Gitarristen und Komponisten Juan Falú auf und leitete die Sendereihe Maestros del alma, in der argentinische Folklore- und Tangomusiker vorgestellt wurden.

## Diskographie
- Señales Luminosas (1997)
- Yupanqui en piano (2000)
- La Diablera (2005)
- Gardel (2010)